# José Sánchez Martínez
José Sánchez Martínez   (Regió de Múrcia, 26 de maig de 1937), conegut també com a Pepe Sánchez, és un antic pilot de motociclisme català d'origen murcià, un dels pioners del motocròs i l'enduro a la península Ibèrica cap al final de la dècada de 1950 i començament de la de 1960, època en què aquestes modalitats fora d'asfalt s'hi anaven introduint. Durant la seva etapa d'activitat va obtenir diversos èxits en aquests esports, entre els quals cinc Campionats d'Espanya de motocròs, tres d'enduro (els dos primers, quan aquesta disciplina era coneguda com a Regularitat, i el tercer com a Tot-Terreny) i quatre medalles d'or als ISDT. Al final de la seva carrera, havia practicat tota mena de disciplines motociclistes tret de la velocitat.
El gener del 2022, la Federació Catalana de Motociclisme li concedí el premi Legends en reconeixement de la seva trajectòria motociclista.

## Trajectòria esportiva

### Els inicis amb la Guzzi
Sánchez resideix a la rodalia de Barcelona –ha viscut molts anys a Sant Adrià de Besòs– des dels dotze anys, quan s'hi traslladà amb la seva família procedent de Múrcia. De ben jove entrà a treballar a Moto Guzzi Hispania de mecànic i aviat entrà en contacte amb el món de la competició, en formar part de l'equip tècnic de la marca a diverses edicions de les 24 Hores de Montjuïc. Quan la firma es retirà de les competicions, Sánchez demanà als directius alguna de les motos arraconades per poder participar en curses de Regularitat (modalitat antecessora de l'actual enduro). Després de disputar la primera cursa el 1958 a La Conreria, començà a destacar en competicions estatals d'aquesta disciplina amb la seva Guzzi de 98 cc. Poc després, aconseguí la victòria al Ral·li d'Aragó amb una moto que es comprà de segona mà, i més tard decidí participar pel seu compte als ISDT de Garmisch-Partenkirchen, als comandaments d'una OSSA particular.
La seva trajectòria s'interrompé en haver de fer el servei militar, però un cop acabat la reprengué, aquesta vegada provant el motocròs amb una altra Guzzi 100 que preparà per a aquesta modalitat. El 1959 guanyà en la seva categoria al Motocròs del Fang de Vic. Aquell any provà també el kàrting i competí amb un model preparat per José Pérez i Jaume Samsó amb el motor de la seva Guzzi 100. La seva actuació més brillant al món dels karts va ser a les 6 Hores Internacionals de Montjuïc de 1960, on amb Miquel Torelló de company i un kart amb motor Bultaco van encapçalar la prova cinc hores seguides, fins que se'ls trencà el dipòsit de combustible i es varen haver de retirar. El 1961, tornat a la Regularitat, aconseguí el Campionat de Catalunya de la disciplina.

### L'etapa a Bultaco

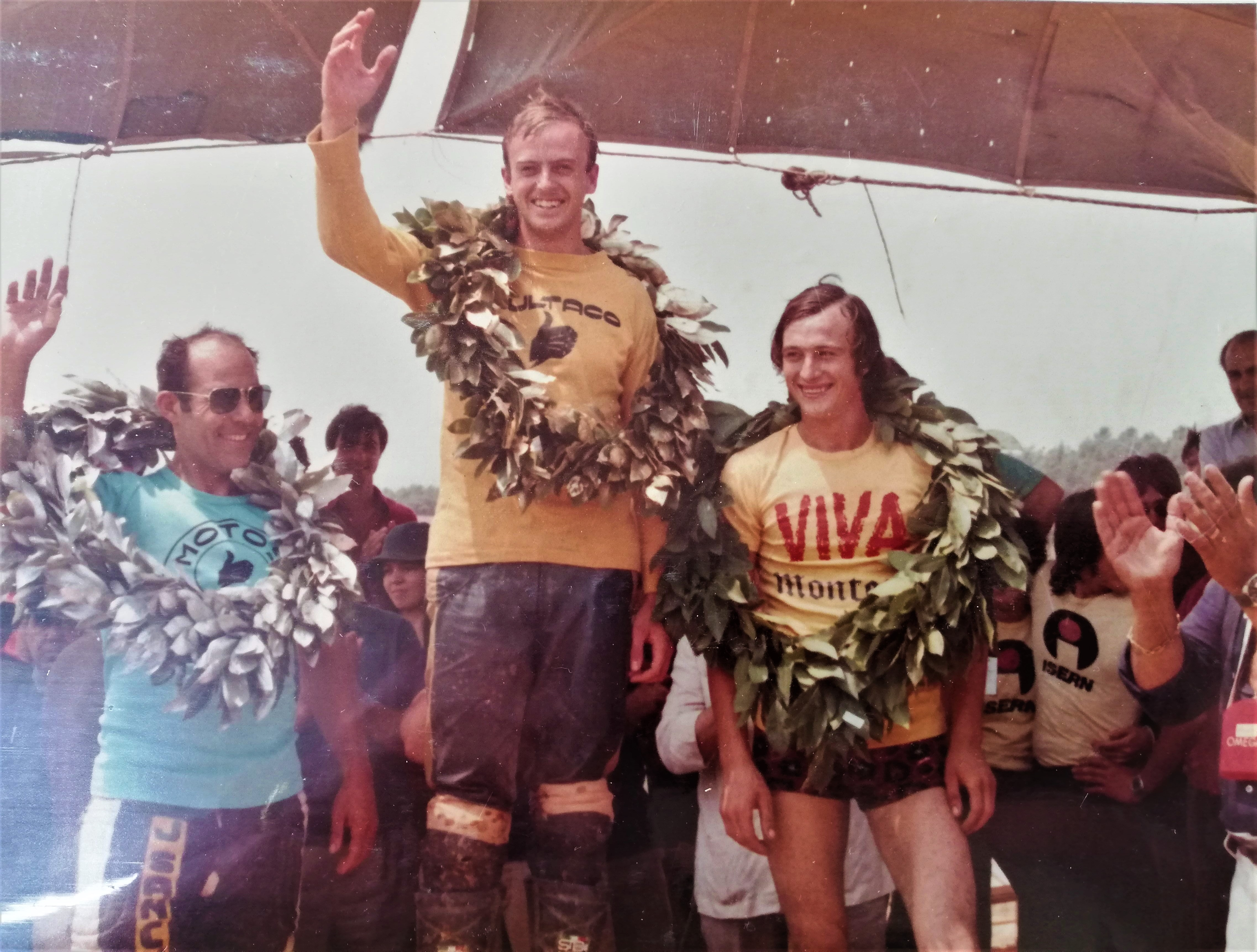
Pepe Sánchez (de blau) al podi del circuit de Gallecs cap al 1974

El 1962 entrà a treballar a Bultaco i començà a competir seriosament en motocròs i regularitat amb una Tralla 101. Amb aquella moto va guanyar el Campionat d'Espanya de Regularitat aquell mateix any i va obtenir diverses victòries en curses de motocròs. El setembre, juntament amb Oriol Puig Bultó (un altre dels pioners del fora d'asfalt), decidiren de participar pel seu compte als ISDT, que es tornaven a celebrar a Garmisch-Partenkirchen. El fet d'anar tots dos sols per mig Europa en un petit cotxe amb un remolc on duien dues Sherpa S 175 i un motor de recanvi fou aleshores força complicat. Malgrat no tenir cap assistència de mecànics, ajudants ni mànagers guanyaren sengles medalles d'or a la prova, esdevenint així els dos primers catalans a aconseguir-ho.
Com a anècdota, mentre es desplaçaven a Alemanya passaren per Itàlia on l'oncle d'Oriol Puig, Paco Bultó, assistia als pilots de velocitat de Bultaco John Grace i Ramon Torras a Monza. Grace li suggerí a Don Paco que els sufragués econòmicament el viatge, i aquest els digué que els en pagaria el 50% de les despeses si aconseguien una medalla d'argent, i el total si era d'or. Així doncs, el viatge els sortí de franc. Una altra anècdota d'aquesta participació en els ISDT es produí quan hagué d'ensenyar-li a Oriol Puig (qui, tot i ser enginyer, no dominava tant la mecànica com ell) a adobar l'embragatge de la seva moto i no se li acudí altra manera que pujar tot el motor a la cambra de l'hotel on s'estaven.
Des d'aleshores, José Sánchez participà ininterrompudament als ISDT fins al 1966, aconseguint-hi sempre la medalla d'or, tret del 1964 en què guanyà la d'argent (aquell any s'havia fracturat un braç en una cursa a Terol). Una de les seves millors actuacions fou a l'edició de 1966 a Villingsberg (Suècia) on juntament amb Oriol Puig Bultó, Costa, Ferrer, Bordoy i Casimir Verdaguer es classificaren setens al Trofeu, aconseguint entre tots quatre medalles.
Gràcies als seus èxits en aquestes competicions, Bultaco anà desenvolupant les seves motos de Tot-Terreny, inicialment derivades de la Sherpa S, que amb els anys donaren pas al model conegut com a Matador, aparegut cap a 1965.

### Èxits en motocròs
Pel que fa al motocròs, els seus èxits reiterats amb la Bultaco li valgueren 5 campionats d'Espanya i 2 subcampionats entre 1962 i 1969, en les categories de 125 i 250cc. El 1968 patí un seriós accident en una cursa a Granollers que va fer témer per la seva vida, però tot i així, un cop restablert, guanyà el títol estatal aquell any i el següent.
Acabada la temporada de 1969, però, tingué algunes diferències amb Bultaco i deixà de ser-ne pilot oficial, de manera que va córrer algunes curses amb una Montesa Cappra i, fins i tot, els 2 Dies de Madrid amb una Montesa King Scorpion, la qual va col·laborar a desenvolupar per a la marca. Després d'això, tornà a Bultaco però com a pilot privat. El 1970 va córrer els seus darrers ISDT a El Escorial amb una Bultaco Matador SD i acabà cinquè al Campionat d'Espanya de motocròs, aconseguint de passada el Trofeu Finamix al millor privat. Tot seguit, es retirà de la competició i es va centrar en el seu negoci particular, el taller "Motos Sánchez".

## Palmarès

### Enduro
- 1 Campionat de Catalunya de Regularitat: 1961 (Moto Guzzi)
- 2 Campionats estatals:
  - Campió d'Espanya de Regularitat: 1962 (Bultaco)
  - Campió d'Espanya de Tot Terreny: 1967 (Bultaco)
- 5 Medalles als ISDT:
  - 1962, RFA: Or
  - 1963, Txecoslovàquia: Or
  - 1964, RDA: Argent
  - 1965, Illa de Man: Or
  - 1966, Suècia: Or

### Campionat d'Espanya de Motocròs
| Any          | Motocicleta  | 250 cc     | 125 cc |
| ------------ | ------------ | ---------- | ------ |
| 1962         | Bultaco      | -          | 1r     |
| 1963         | Bultaco      | ?          | 2n     |
| 1964         | Bultaco      | 2n         | 1r     |
| 1965         | Bultaco      | ?          | -      |
| 1966         | Bultaco      | 2n         | -      |
| 1967         | Bultaco      | 1r         | -      |
| 1968         | Bultaco      | 1r         | -      |
| 1969         | Bultaco      | 1r         | -      |
| 1970         | Bultaco      | 5è         | -      |
| 1971         | Bultaco      | ?          | -      |
| 1972         | Bultaco      | ?          | ?      |
| 1973         | Bultaco      | ?          | ?      |
| 1974         | Bultaco      | 4t         | -      |
| Total títols | Total títols | 3          | 2      |
|              |              | 5 estatals |        |